# Andrecia Wasson
Andrecia Wasson (* 23. Juni 1992) ist eine US-amerikanische Boxerin. Sie wurde 2010 Weltmeisterin der Amateure im Weltergewicht.

## Werdegang
Andrecia Wasson stammt aus Center Line (Michigan). Sie betrieb bereits seit früher Kindheit sehr viel Sport (Leichtathletik, Fußball, American Football, Volleyball, Basketball und Schwimmen), entschied sich dann aber für das Boxen, weil auch ihr Vater diesen Sport betrieben hatte. Sie gehört dem Warrior Boxing Club Centerling an. Ihr erster Trainer war Mickey Goodwin, der sie seit ihrem 13. Lebensjahr betreute. Auf Grund ihres Talentes entwickelte sich die kraftstrotzende, untersetzte Athletin zu einer hervorragenden Boxerin, die im Alter von 17 Jahren die nationale und internationale Spitzenklasse im Frauenboxen erreichte.
2009 wurde sie US-amerikanische Meisterin und damit auch gleichzeitig "Golden Gloves"-Champion im Weltergewicht, wobei sie im Finale Brittany Inkrote mit 7:2 Punkten besiegte. Bei den sog. „National PAL Championships“ 2009 belegte sie den 2. Platz. Ihren ersten Start bei einer internationalen Meisterschaft absolvierte sie bei den Pan Amerikanischen Meisterschaften in Guayaquil/Ecuador. Sie besiegte dort Susan Haas aus Kanada knapp mit 15:14 Punkten und unterlag im Finale gegen Andreia Bandera aus Brasilien genauso knapp mit 4:5 Punkten.
Im Jahre 2010 wurde sie in Colorado Springs mit einem Punktsieg über LaTarisha Fountain (8:6) erneut US-amerikanische Meisterin im Weltergewicht und kam bei den Kämpfen um die "Golden Gloves" in Hollywood, die kurz vor der Meisterschaft stattfanden, auf den 3. Platz, als sie nach einem Punktsieg über Johanna Willis (5:0) im Halbfinale gegen Nisa Rodriguez verlor.
Als US-amerikanische Meisterin wurde sie dann bei der Weltmeisterschaft 2010 der Frauen in Bridgetown/Barbados eingesetzt. Dort gewann sie, trotz ihrer auf Grund ihres Alters von erst 18 Jahren relativ niedrigen internationalen Erfahrung, mit Siegen über Kanoli Wyatt, Kanada (17:3), Swetlana Kossowa, Russland (5:2), Naomi Fischer-Rasmussen, Australien (Abbruchsieg wegen Verletzung beim Stand von 16:1 Punkten für Wasson), Yang Tingting, Volksrepublik China (25:4) und Savannah Marshall, England (5:4) den Weltmeistertitel. Dieser Erfolg ist umso bemerkenswerter, weil sie wenige Wochen vor dieser Meisterschaft ihren Trainer Mickey Goodwin, der im Alter von 52 Jahren verstarb, verlor. Sie wurde danach von Ser Garcia betreut.
Im Jahre 2012 ist das Frauenboxen in vier Gewichtsklassen bei den Olympischen Spielen in London erstmals olympisch. Das Weltergewicht zählt nicht dazu. Es ist daher anzunehmen, dass Andrecia Wasson bis dahin in das Mittelgewicht (bis 75 kg Körpergewicht) wechseln wird.
Beim ersten Sichtungs-Turnier des US-amerikanischen Box-Verbandes für die Olympischen Spiele 2012 in London, das im November 2011 in Toledo (Ohio) stattfand, startete Andrecia Wasson dann tatsächlich im Mittelgewicht. Sie siegte dort nach Punkten über Farrar Fallon (12:10), Danielle Wolfe (12:6) und Raquel Miller (12:10) und unterlag der damals erst 16-jährigen Claressa Shields (13:31) nach Punkten. Bei der eigentlichen Olympiaausscheidung (Trials) im Februar 2012 in Spokane siegte sie über Dara Shen (34:9), unterlag dann aber gegen Claressa Shields (12:31) und gegen Raquel Miller (6:7) und hatte damit keine Chance mehr, sich für die Olympischen Spiele zu qualifizieren.

## Erfolge
| Jahr | Platz | Wettbewerb                                                    | Gewichtskl. | Ergebnis |
| 2009 | 2.    | "National PAL Championships                                   | Welter      | |
| 2009 | 1.    | USA-Meisterschaft u. Turnier um die "Golden Gloves" in Denver | Welter      | mit einem Punktsieg im Finale über Brittany Inkrote (7:2) |
| 2009 | 2.    | Pan Amerikanische Meisterschaft in Guayaquil/Ecuador          | Welter      | nach einem Punktsieg über Susan Haas, Kanada (15:14) u. einer Punktniederlage im Halbfinale gegen Andreia Bandera, Brasilien (4:5) |
| 2010 | 3.    | Turnier um die "Golden Gloves" in Hollywood                   | Welter      | nach einem Punktsieg über Johnna Willis (5:0) und einer Punktniederlage gegen Nisa Rodriguez (0:5) |
| 2010 | 1.    | USA-Meisterschaft in Colorado Springs                         | Welter      | mit einem Punktsieg im Finale über LaTarisha Fountain (8:6) |
| 2010 | 1.    | WM in Bridgetown/Barbados                                     | Welter      | nach Punktsieg über Kanoli Wyatt, Kanada (17:3), Punktsieg über Swetlana Kossowa, Russland (5:2), Abbruch-Sieg i.d. 4. Runde über Naomi Fischer-Rasmussen, Australien, Punktsieg über Yang Tingting, China u. Punktsieg über Savannah Marshall, England (5:4) |
| 2011 | 2.    | 1. Olympia-Ausscheidungs-Turnier in Toledo (Ohio)             | Mittel      | nach Punktsiegen über Farrar Fallon (20:11), Danielle Wolfe (12:6) und Raquel Miller (12:10) und einer Punktniederlage gegen Claressa Shields (13:31) |
| 2012 | 5.    | 2. Olympia-Ausscheidungs-Turnier in Spokane                   | Mittel      | nach Punktsieg über Dara Shen (34:9) und Punktniederlagen gegen Claressa Shields (12:31) und Raquel Miller (6:7) |

## Erläuterungen
- WM = Weltmeisterschaft
- Weltergewicht, Gewichtsklasse bis 69 kg Körpergewicht